# Nijeveen
Nijeveen è una località e un'ex-municipalità dei Paesi Bassi situata nella provincia di Drenthe. Soppressa nel 1998, il suo territorio, è stato incorporato in quello della municipalità di Meppel.